# سلیمان‌آباد (تنکابن)
سلیمان آباد، روستایی است از توابع بخش مرکزی شهرستان تنکابن در استان مازندران ایران.

## جمعیت
این روستا در دهستان گلیجان قرار دارد و بر اساس سرشماری مرکز آمار ایران در سال ۱۳۸۵، جمعیت آن ۱۶۹۶ نفر (۴۶۶خانوار) بوده‌است.